# سیارک ۳۴۹
سیارک ۳۴۹ (به انگلیسی: 349 Dembowska، نامگذاری:1892T) سیصد و چهل و نهمین سیارک کشف شده‌است که در ۹ دسامبر ۱۸۹۲ و در نیس کشف شد.
قدر مطلق سیارک برابر ۵٫۹۳ است.